# エル・デスペラード
エル・デスペラード（El Desperado）は、日本の男性覆面レスラー。新日本プロレス所属。血液型O型。

## 来歴
- 2013年12月9日、新日本プロレスの公式サイト内においてエル・デスペラードなる覆面レスラーのデビュー戦が行われることが発表された[2]。

### 2014年
- 1月4日、レッスルキングダム8 IN 東京ドームの第8試合に行われたIWGPジュニアヘビー級選手権試合、プリンス・デヴィット対飯伏幸太戦の試合後、新王者となった飯伏の前に初めて姿を現した。デスペラードは、自身が持参してきたギターケースから黒い花束を取り出し、それを飯伏に差し出すという謎の行動を見せた[3]。
- 1月5日、後楽園ホールで開催されたNEW YEAR DASH !!において獣神サンダー・ライガーをパートナーに飯伏&BUSHI組と対戦しデビューを飾った。試合では、得意技でもあるギターラ・デ・アンヘルでBUSHIからピンフォール勝ちを収めた[4]。
- 2月11日、THE NEW BEGINNING in OSAKAにて飯伏の保持するIWGPジュニアヘビー級王座に挑戦するが、フェニックススプラッシュでピンフォールを奪われ王座奪取はならなかった。しかし、試合後の飯伏のコメントではタッグを組むことを示唆された[5]。
- 4月6日、INVASION ATTACKにて、飯伏とのタッグでヤング・バックス（マット・ジャクソン&ニック・ジャクソン組）の保持するIWGPジュニアタッグ王座に初挑戦するも、自らもピンフォール負けを喫した[要出典]。
- 7月4日、後楽園ホール大会でアレックス・シェリーとのシングル戦に敗れた際、試合後に乱入した鈴木軍のTAKAみちのくとともにシェリーをいたぶり退場、同日のIWGPジュニアヘビー級戦（飯伏対KUSHIDA）の試合後にも乱入し、KUSHIDAを襲った。退場時、デスペラードは鈴木軍のTシャツを着てアピールし、鈴木軍に加入したことを明かす[要出典]。
- 10月13日、KING OF PRO-WRESTLINGにおいて田口隆祐の保持するIWGPジュニアヘビー級王座に挑戦したが、敗れた[要出典]。

### 2015年
- 1月5日、デビュー1周年となったこの日、デビュー戦でパートナーを務めた獣神サンダー・ライガーの持つNWA世界ジュニアヘビー級王座に挑戦するが敗れる[要出典]。
- 1月10日、プロレスリング・ノアの後楽園ホール大会に鈴木軍総出で乱入[要出典]。
- 1月12日、横浜ラジアントホール大会でノアに初参戦し、熊野準とのシングルマッチに勝利。以後、ノアに継続参戦する[要出典]。
- 3月15日、有明コロシアムで行われたGREAT VOYAGE 2015 in Tokyoにおいて、拳王&大原はじめ組が持つGHCジュニアヘビー級タッグ王座にTAKAみちのくと3WAYマッチで挑戦（もう1組の挑戦者は原田大輔&平柳玄藩）、ダイビングボディプレスで平柳からピンフォールを奪い、初のタイトルを獲得した[要出典]。
- 7月18日から8月5日にかけて行われたグローバル・ジュニア・ヘビー級リーグ戦にエントリーされ、4勝2敗で公式戦を終えた[要出典]。
- 9月5日から9月22日にかけて行われた日テレG+杯争奪ジュニア・ヘビー級タッグリーグ戦においてTAKAとエントリーし、3勝1敗で優勝決定戦に進んだが決勝で小峠篤司&原田大輔の桃の青春タッグに敗れ準優勝に終わった[要出典]。
- 10月4日、GREAT VOYAGE 2015 in NAGOYAにおいて小峠&原田の桃の青春タッグの挑戦を受けるが、原田の片山ジャーマンスープレックスホールドの前にデスペラードが敗れ、GHCジュニア・ヘビー級タッグ王座から陥落した。また、デスペラードはこの試合で首を負傷し、10月10日の横浜ラジアントホール大会より欠場することになった[要出典]。
- 11月20日、後楽園ホール大会のイリミネーションマッチで復帰[要出典]。
- 12月23日、DESTINY 2015において、小峠&原田の桃の青春タッグが持つGHCジュニア・ヘビー級タッグ王座にTAKAとのタッグで挑戦するが小峠のキルスイッチに敗れた[要出典]。

### 2016年
- 2月22日、3月17日に新宿FACEで行われるTAKA&TAICHI興行復活祭でデスペラードチャレンジ2が組まれた。対戦相手はXとなっていて、デスペラードはこの試合に負けると鈴木軍追放となることだった[要出典]。
- 3月17日、TAKA&TAICHI興行復活祭でデスペラードチャレンジ2 〜デスペラード査定マッチ〜 が行われ、デスペラードの対戦相手のXは飯塚高史だった。試合は両者リングアウトで再試合を行い、飯塚のアイアンフィンガー・フロム・ヘルで反則勝ちとなった。なお、試合には勝ったのでデスペラードの鈴木軍追放とはならなかった[6]。

### 2017年
- 1月5日、鈴木軍として2年ぶりに新日本プロレス復帰。
- BEST OF THE SUPER Jr.に3年ぶりエントリー。結果は3勝4敗勝ち点6で負け越す。
- 6月27日、IWGPジュニアヘビー級王者のKUSHIDAをギターで殴り、王座への挑戦を表明した。
- 9月16日、KUSHIDAのIWGPジュニアヘビー級王座に挑戦。途中、自分でマスクを脱ぎ、そのマスクをKUSHIDAに投げ渡しておき、レフェリーに覆面を剥がされたアピールをする奇策を弄するなど、ダーティートリックで善戦した。しかし、最後はKUSHIDAのバックトゥザフューチャーでフォール負けを喫した[7]。
- 10月、金丸義信とのタッグでSUPER Jr. TAG LEAGUE 2017にエントリー。1回戦で獣神サンダー・ライガー＆タイガーマスク組に勝利するも、準決勝で田口隆祐＆ACH組に敗北。

### 2018年
- 3月6日に金丸義信とのタッグでIWGPジュニアタッグ王座を獲得し、第57代王者となる。2019年1月4日にタイトルを喪失するまで、4度の防衛を重ねた[要出典]。
- 5月、BEST OF THE SUPER Jr.25にエントリー。結果は昨年と同じく3勝4敗勝ち点6で負け越した。
- 6月9日、IWGPジュニアヘビー級王座を戴冠した高橋ヒロムの前に現れ、王座へ挑戦表明。18日、後楽園ホール大会にて対戦するも王座戴冠とはならなかった。

### 2019年
- 2019年2月3日に北海道立総合体育センターで行われたIWGPジュニアタッグ選手権試合に金丸とのタッグで挑戦。第58代王者組のBUSHI&鷹木信悟組との一進一退の両者譲らぬ攻防の末、18分4秒に鷹木がリベリオンでデスペラードのパートナー・金丸をピンフォールした。試合後、BUSHIに襲いかかったがコードブレイカーで返り討ちにされた後でマスクを剥がされ、客席に放り捨てられた。鈴木軍が作り上げたレフェリー不在の無法地帯を王者組に利用され、「策士、策に溺れる」をリング上で具現化させてしまったのが敗因であった[8]。
- 5月7日に後楽園ホールで行われたタカタイチマニア2での葛西純との試合中に顎を骨折。出場の決まっていたBEST OF THE SUPER Jr.26を含め長期欠場することになった[9]（代替選手はDOUKI[10]）。
- 10月14日の両国大会でのタッグ戦でリングに復帰（デスペラードのパートナーは金丸、対戦相手はSHO＆YOH組。）[11]。

### 2020年
- 6月16日に開催された「NEW JAPAN CUP 2020」に出場。開幕戦となる16日のメインイベントで、石井智宏との一回戦を戦った。メインイベントにふさわしい20分を超える激しい熱戦だったが、最後は石井の垂直落下式ブレーンバスターで敗れ、１回戦で敗退となった[12]。
- 7月31日付けで正式に返上されたNEVER無差別級6人タッグ選手権の新王者組を決定する「第21代NEVER無差別級6人タッグ王座決定トーナメント」が8月6日～8月9日の後楽園ホール4連戦で開催され、鈴木とDOUKIをパートナーに出場したが8月6日のメインイベントで行われたトーナメント1回戦で鷹木＆SANADA＆BUSHI組に敗れた[13]。
- 9月3日から開幕された「NEW JAPAN ROAD」にて、YOHの負傷欠場により返上されたIWGPジュニアタッグ王座をかけ、IWGPジュニアタッグ王座決定リーグ戦（4チームによる）が行われ、デスペラード＆金丸組がリーグ戦を1位で通過。9月11日に行われたジュニアタッグ王座決定戦でリーグ戦２位の高橋ヒロム＆BUSHI組と対戦。最後はデスペラードがピンチェ・ロコを決め勝利し第62代IWGPジュニアタッグ王者となる[14]。
- 12月11日、BEST OF THE SUPER Jr.27優勝決定戦にてヒロムと対戦。ヒロムによってマスクの一部分を破られた際、デスペラードも自らマスクを脱ぎ捨て、その正体は長らく行方不明になっていた三上恭佑であることが判明した。ヒロムのフィニッシャーであるTIME BOMBを返すものの、最後は奥の手のTIME BOMB IIを食らい惜敗。試合後「チクショウ、俺の同期、最強だろう？　でもな、リング上にはな、高橋ヒロムとエル・デスペラードしかいなかったよ、今日は」と、自らヒロムと同期入門の三上であることを認めるコメントを残した。

### 2021年
- 1月23日、大田区総合体育館で石森太二＆エル・ファンタズモ組に敗れ、IWGPジュニアタッグ王座から陥落した。
- 2月25日、金丸とのタッグで石森＆ファンタズモ組の持つIWGPジュニアタッグ王座に挑戦。石森にピンチェ・ロコを喰らわせて勝利、タッグ王座奪還に成功する。試合後、ヒロムの負傷欠場によって返上され空位となったIWGPジュニアヘビー級王座挑戦を要求する。ヒロムに挑戦予定だったファンタズモ、ヒロムから指名されたBUSHI、それに自身を交えた3WAYマッチを提案した。この結果、2月28日のIWGPジュニアヘビー級選手権試合が、シングルマッチから3WAYマッチに変更となった。
- 2月28日、ファンタズモ、BUSHIとの激しい3WAYマッチの末、ファンタズモからピンチェ・ロコでスリーカウントを奪い、初のIWGPジュニアヘビー級王座戴冠に成功した。この日のメインイベント終了後、IWGPインターコンチネンタル選手権試合で王座防衛に成功した飯伏の前に現れ、2冠王座挑戦を表明。これを飯伏が承諾し、3月4日の旗揚げ記念日大会でタイトルマッチが行われたものの敗れ2冠王座獲得はならなかった。
- 4月4日、SHO&YOHを相手にIWGPジュニアタッグ選手権を行い、この日が復帰戦となったYOHの膝を集中的に攻めるが、金丸がYOHの新技 DIRECT DRIVEを受け敗北した。試合後、YOHはデスペラードに対しIWGPジュニアヘビー級への挑戦を表明すると、それに対しデスぺラード＆金丸組は3Kに対してのリベンジを表明した。
- 5月4日、福岡国際センターでYOHとのIWGPジュニアヘビー級王座防衛戦が行われる予定であったが、前日デスペラードと同じ試合に出場した選手の中から発熱者が出たため、急遽中止となった。その後、自身の新型コロナウイルス感染を明らかにしている。なお、この試合の代替試合は6月7日の大阪城ホール大会で行われ、初防衛に成功している。
- 7月10日、札幌大会にてピンチェ・ロコ2連発により石森太二を下し、IWGPジュニア2度目の防衛に成功する。試合後、ビデオメッセージによりロビー・イーグルスの挑戦表明が行われた。（この時に田口は花道から表明に行こうとした瞬間ビデオが流れたため、挑戦表明に失敗する。）
- 7月25日、東京ドームでロビー・イーグルスに敗れ、IWGPジュニア王座を失う。
- 9月5日、石森&ファンタズモ組の保持するIWGPジュニアタッグ王座に金丸と挑戦し、これを奪取。しかし、10月26日の後楽園大会にてロビー&タイガーマスク組に敗れ防衛はならなかった。
- 11月6日、大阪府立体育会館で、ロビーからIWGPジュニア王座を再奪取。
- 11月13日、後楽園ホールから始まったBEST OF THE SUPER Jr.28の出場選手としてシリーズ参戦。6勝4敗1引き分けでシリーズを終える。

### 2022年
- 1月4日、東京ドーム大会にて、BEST OF THE SUPER Jr.28を制したヒロムを下し、IWGPジュニア王座初防衛。試合後のバックステージではエル・リンダマンの名を挙げ、他団体の選手との防衛戦を見すえていた[15]。
- 1月8日に行われたノアとの団体対抗戦ではDOUKIとのタッグでNOSAWA論外&YO-HEY組と対戦し勝利。試合後には「この1回だけじゃもったいねえよ」と、YO-HEYとの再戦を望むコメントを残した[16]。
- 2月11日、仙台大会にてマスター・ワトを下し、IWGPジュニア王座を2度目の防衛[17]。
- 2月20日、札幌大会にてIWGP世界ヘビー級王座2度目の防衛に成功したオカダ・カズチカからNEW JAPAN CUP1回戦の相手として指名される[18]。
- 3月2日、日本武道館でのNEW JAPAN  CUP2022一回戦で、IWGP世界ヘビー級王者オカダ・カズチカと対戦し敗戦。
- 4月9日、両国国技館大会でSHOを下し、IWGPジュニア王座3度目の防衛に成功。試合後に石森太二の挑戦表明を受ける。
- 5月1日、福岡PayPayドーム大会で石森と対戦、終盤ピンチェ・ロコ2連発を狙うも、Bone Lockで切り返され無念のタップアウト負け。IWGPジュニア王座から陥落。
- 5月6日、『タカタイチマニア2.5』にて、DOUKIとのタッグで葛西&本間朋晃とハードコアマッチで対戦。
- 6月3日、 BEST OF THE SUPER Jr.29に出場、6勝3敗で2度目の優勝決定戦に進出、高橋ヒロムと対戦するも、TIME BOMB 2.5で沈められ、初優勝を逃した。
- 9月12日、『タカタイチデスぺマニア』にて、葛西と3年振りのシングルをノーDQルールで戦い勝利。

### 2023年
- 3月1日開催の『ジュニア夢の祭典 〜ALL STAR Jr. FESTIVAL 2023〜』では第5試合タッグマッチに出場[19]。

- 7月4日『レック Presents NJPW STRONG INDEPENDENCE DAY』において葛西純との“刺激的タッグ”が実現し、ジョン・モクスリー＆ホミサイド組とのノーDQマッチを制した。翌7月5日には再びジョン・モクスリーとのノーDQマッチが実現する。『FINAL DEATH』と銘打たれ死闘を繰り広げたが敗戦を喫してしまう。

### 2024年
- 1月4日、東京ドーム大会で高橋ヒロムのIWGPジュニアヘビー級王座に挑戦し、同王座を3度目の戴冠。
- 2月23日札幌大会にてSHOの挑戦を受けるも、防衛に失敗しIWGPジュニアヘビー級王座から陥落。
- 6月9日、“ジュニアの祭典”『BEST OF THE SUPER Jr.』を悲願の初制覇。
- 6月10日、後楽園ホールにて自身のプロデュース興行『DESPE-invitacional』を開催。垣根を越えた人選で成功！イベントのトリは自ら男色ディーノとのタッグ「フェロモンズごっこ」で締めた！
- 6月16日、札幌大会にてSHOを金網マッチで撃破しIWGPジュニアヘビー級王座を奪還。試合終了後にDOUKIを同王座の次期挑戦者に指名。
- 7月5日、東京武道館大会にてDOUKIと対戦。好勝負になるも敗れ王座陥落。

### 2025年
- 1月4日、東京ドーム大会にてDOUKIと再び対戦 。開始5分の時点で場外に落ちたデスぺに向かって、DOUKIがダイビング攻撃を仕掛けたが、この時に左腕を開放骨折しレフェリーストップで王座奪取。リングに上がって勝ち名乗りを受けたデスペラードは、「DOUKI、一生懸命やってたらこういうこともあるよな?　ごめんなさいとは言いません。一生懸命やった結果です。ごめんなさい…言っちゃったけど。また必ずやるんで、また見に来てください」と、DOUKIと観客に呼び掛けた！
- 1月11日、サンノゼ大会で、石森太二を倒して初防衛。
- 2月4日、後楽園ホールにて藤田晃生を相手に2度目の防衛を達成。
- 3月6日、旗揚げ記念日に、大田区総合体育館でフランシスコ・アキラを相手に3度目の防衛を達成。
- 4月4日、後楽園ホール大会にて、同タイトル史上はじめてのハードコア防衛戦を行いクラーク・コナーズを相手に4度目の防衛を達成。
- 4月29日、SAGAアリーナ大会にて、テンプラリオを迎え撃ち快勝、5度目の防衛を達成した。

## 人物
- 公式サイトのプロフィール上は出身地不明となっているが、デスペラードの談によればメキシコ出身で父親が日本人であるため、日本語がしゃべれると語っている。またメキシコ時代はボラドール・ジュニアに面倒を見てもらってたと語っていた。
- 体が非常に柔らかく、両足を180度開脚してサードロープ下からリングインするパフォーマンス（元WWEのメリーナ・ペレスが行っていたものと同様のもの）を見せる。
- 鈴木軍のメンバーからは、デスペラードのことを「ぺ」と呼ぶことがある。しかしファンから「ペ」と呼ばれることを嫌っている。タイチのYoutube配信でも、（チャット等で）「ペ」と呼ばないようにと警告が行われている。
- DRAGONGATEのEitaやDDTプロレスリングの佐々木大輔、クリス・ブルックスとも親交がある。また、同じ覆面レスラーでスターダム所属のスターライト・キッドとはTwitter上で頻繁にやり取りをしており、互いのことを「妹」「兄」と呼び合っている。
- 金丸とのタッグではならず者ファイトが信条だが、試合運びの巧さにも定評がある[8]。
- 邦ロック好きでバックドロップシンデレラやアシュラシンドロームのライブ等によく顔を出している。
- 見かけによらずグルメな一面も見せておりBAGEL&BAGELのベーグルをよく食べている。
- 当初はしゃべらない寡黙なキャラであったが、漫画やゲームが好きでキン肉マンやウマ娘 プリティーダービーに関するツイートが多い。（特に）推しの声優は前田佳織里。これはキン肉マンでも同じユニットに様々なキャラクターがいることから、凶器をもってアニメが好きなレスラーがいてもおかしくないんじゃないかと思い始めたことによる[20]。この考えに至るまでは試合で何をすればいいのか、試合後に何をしゃべるのが正解なのか葛藤もあり、頭でっかちになっていたという[20]。
- 鈴木軍時代、タイチや金丸義信とはよく一緒に酒を飲んだりTwitter上でリプライや引用リツイートのやり取りをしているなど、リング外で交流することも多かった。また、トータルテンボスのYouTubeチャンネル「SUSHI★BOYS」にも3人でゲスト出演していた。
- リング上での佇まいを意識しており、これは様々な芸人がものまねするプロレスラー像が技をまねるのではなく、しぐさをまねることから、選手のアイコンは立ち振る舞いだと気付き、意識的に行っている[20]。大げさにするのではなく、戦いの中で最も合理的なものが美しい＝絵になるものと考えている[20]。また表情を隠している覆面レスラーとして、プリズマンに代表される表情がほとんどないのに感情が伝わる超人レスラー類、また描き手であるゆでたまご・中井を尊敬している[20]。
- 恩讐を超えた相手である葛西純とは、彼のデビュー25周年記念試合でタッグを組み「オマエと出会ったことで葛西純の人生はいい方向へと狂ったよ」と最大級の賛辞を彼から受けた[21]。

## 得意技
ならず者の異名通り、ラフファイト・凶器攻撃・トラッシュトークを多用するルードスタイルなどを得意としている。
メキシコ出身ゆえ、オリジナル技は全てスペイン語で名付けられている。その一方でジャパニーズスタイルのレスリングの心得もあるようで、新日本プロレス出身のレスラーとのレスリングの攻防も全く遜色ない。

### フィニッシュ・ホールド
ギターラ・デ・アンヘル
初期のデスペラードのフィニッシュ・ホールドであり、変形のシットダウン式サンダーファイヤーパワーボム。相手の右腕をコブラツイストの体勢で捕らえた後、自らの右肩口に担ぎ上げ、カナディアン・バックブリーカーの体勢に移行し、相手の右腕と胴体を抱え込んだ状態で開脚ジャンプをしながら脳天または背中からマットに叩きつける。
技名はスペイン語で「天使のギター」の意から。
ギターラ・デ・ラ・ムエルタ
変型のリバース・ゴリー・スペシャル・ボム。
背後から相手の両腕を脇下に抱え、リバース・ゴリー・スペシャルの様な形で背中に担ぎ上げ、そこから片手で相手の片足を掴んでそのままシットダウンしてマットに叩きつける技。
上記のギターラ・デ・アンヘルと同様、現在は繋ぎ技の扱いとなっている。
技名はスペイン語で「死のギター」の意から。
ピンチェ・ロコ
相手の上半身をリバース・フルネルソンの体勢で捕らえて相手の体を垂直になるまで持ち上げ、体を前傾させて開脚ジャンプしながら、うつ伏せの状態で相手の体を自分の両足の間へ旋回してから顔面からマットに叩きつける。技名はスペイン語で「クソ馬鹿野郎」の意味のスラングから。近年では、ギターラ・デ・アンヘルよりもこの技をフィニッシュ・ホールドとして使用している。

### 関節技
ヌメロ・ドス
マフラーホールドとカンパーナを複合したジャベ。
相手の片足を自分の首に巻きつけマフラーホールドで極め、もう片方の足を脇に抱えながら両手で相手の両腕を掴み持ち上げ、変型のカンパーナで極める。肩・背中・腰・足に同時にダメージを与える上、両手足を捉えて脱出困難にする難易度の高い技。技名はスペイン語で「No.2」の意味から。

### フォール技
アンヘル・デ・ロホ
前屈み状態の相手の背中に飛び乗り、自分の右足を相手の左脇、左足を相手の右脇に差し込み背中を仰け反らせて反動を付けながらローリング・クラッチ・ホールドの体勢で相手を背中からマットに叩きつけてフォールを奪う技。スペル・シーサーが使用するヨシタニックと同型。技名はスペイン語で「赤の天使」の意から。
エル・エス・クレロ
相手の左腕を自らの右膝裏に挟み込んだ状態から、その右足を相手の左足の内側に正面から引っ掛け、前屈みの状態となった相手の右腕を捕らえながら前方回転させて丸め込むフォール技。トケ・デ・エスパルダスと同型。技名はスペイン語で「ケツ穴野郎」の意味から。デスペラードも「こんなので負ける奴はケツ穴野郎って意味だよ！」という思いでつけたとのことである。

### 飛び技
マッド・スプラッシュ
開脚屈伸式のフォームで繰り出すダイビング・ボディ・プレス。
プロレスリング・ノアへ参戦していた時期は、フィニッシャーとして用いられていた。2020年8月29日のKOPW2020決勝戦では、久しぶりに使用した。
ノータッチ・トペ・コン・ヒーロ
デスペラードのトペ・コンヒーロは、トップロープとセカンドロープの間をノータッチで潜りきってから背面を相手にぶつける形を使用している。
ダイビング・セントーン
大一番で使用。
キャノンボール
コーナーに尻餅をつかせた相手に対し、助走をつけて前宙しながら背中から浴びせ倒していく技で、若手時代から使用している。土井成樹が使用する大暴走と同型。

### 投げ技
旋回式スパイン・バスター
チェンジオブペースやカウンターによく使われるデスペラードの得意技の一つ。
フライング・ネックブリーカー・ドロップ
チェンジ・オブ・ペースとされる技の一つ。
ダブルアーム・スープレックス
ジャーマン・スープレックス・ホールド
垂直落下式リバース・タイガー・ドライバー
ダブル・アンダーフックで捕らえた相手をマットと垂直に担ぎ上げ、シットダウンと同時に脳天からマットに突き刺すダブルアーム式の変形パイルドライバー。かのデスマッチのカリスマ、クレイジーモンキー「葛西純」も得意とする技で、近年では単発のピンチェ・ロコを返された時の奥の手としてこの技から再度ピンチェ・ロコに繋げ、ピンフォールする場面も見られている。

### 打撃技
ロコ・モノ
2019年10月14日、長期欠場からの復帰戦で使用したナックルパート。技名はスペイン語で「クレイジーモンキー」の意味。タカタイチマニアで対戦し、同様の技で長期欠場に追い込んだ葛西純に因んでつけられた。
バックエルボー
主に使用される串刺し式はキャノンボールの布石として用いられる。一方で、スライディング式も使用する。
スピアー
デスペラードのスピアーは、ペースチェンジとして使用することが多い。相手を攪乱させるため、ロープへ飛び込んだ相手と交差する形で放つムーブを得意としている。
クローズライン
ハイキック
ショットガン・ドロップキック

### 連携技
タイチとの連携
13y5（トレッセイシンコ）
デスペラードがギターラ・デ・ラ・ムエルタの要領で相手を抱え上げ、タイチが背後からブラックメフィストの要領で組み付き、タイミングを合わせて同時に尻餅をつき相手をマットに叩きつける。
金丸義信との連携
ドロップキック＋バックドロップ
デスペラードが相手をバックドロップの状態で抱え上げ、金丸が抱えられている相手の頭部にめがけてドロップキックを打ち、同時にデスペラードがバックドロップで後方に投げる。

## 入場曲
Aguja De Abeja
デビューから使用している入場曲。

## タイトル歴
新日本プロレス
- IWGPジュニアヘビー級王座 - 第89、91、94、96、98代
- IWGPジュニアタッグ王座 - 第57、62、64、67代（パートナーは金丸義信）
- NEVER無差別級6人タッグ王座 - 第25代（パートナーは鈴木みのる、成田蓮）
- BEST OF THE SUPER Jr. - 2024年優勝
- SUPER Jr. TAG LEAGUE - 2021年優勝（パートナーは金丸義信）

プロレスリング・ノア
- GHCジュニアヘビー級タッグ王座 - 第24代（パートナーはTAKAみちのく）

## メディア出演

### MV
- 打首獄門同好会「筋肉マイフレンド」（2020年）

### ネット配信
- 新日本プロレスワールドAEWダイナマイト・AEWランペイジ・AEW BATTLE OF THE BELTS   日本語実況ゲスト解説（「ランペイジ」現地時間2022年4月15日放送 -）（「ダイナマイト」現地時間2022年4月20日放送 -） （「BATTLE OF THE BELTS」《III》現地時間2022年8月6日放送 - ）[22]

### インターネットラジオ
- 富田美憂・前田佳織里の“調査のご依頼、お待ちしてます！”（2022年）[23]

## DESPE-invitacional
- 2024年4月9日、プロデュース興行「DESPE-invitacional supported by ROLLING CRADLE」（デスペ・インビタショナル サポーテッド バイ　ローリング クレイドル）を同年6月10日後楽園ホールで開催することを発表。なお出場選手・対戦カードの事前発表はない[24]が、開催発表から開設された公式サイトには選手らしき人物へ黒い招待状が手渡される動画が不定期で更新される。
invitacionalは、スペイン語で「招待」を意味する。
- 前売券は新日本プロレスファンクラブTeam NJPW会員先行予約（抽選）にてほぼ完売となり、後日、一般販売（先着）にて立ち見席と先行キャンセル分が販売されたがすぐに完売となる。
- 出場選手の事前公表は無かったが、男色ディーノにはDDT興行にて[25]、矢野通にはEBRIETASイベントにて[26]、パートナーを選出して欲しいと自ら各2通の招待状を渡している（矢野は本人の要望で1通追加し計3通）。また親交のある某プロレスラーの娘さん[27]にも出て欲しい選手に渡すよう招待状を渡しており、大会当日のSNSにて高橋ヒロムであることが動画公表された[28]。
- この興行が企画された際「HOUSE OF TORTURE」と「フェロモンズ」との対戦をメインで構想していたことをDDT興行登場時に話している。後日、デスペラードから、大会に「H.O.T」の参加はないとSNSで発表された。
- 午後5時30分から第0試合開始。
- 配信での実況・村田晴郎、解説はミラノコレクションA.T.。ゲスト解説は山下りな[29]、エル・デスペラード、佐々木大輔、高橋ヒロム。
- 竹田誠志の入場曲「ロッキンポ殺し」が流れた際には、観客で来ていたナヲ（マキシマムザホルモン）が配信カメラにぬかれた。
- WRESTLE KINGDOM13のテーマソングを担当し、観客で来場していたMAH（SiM）は、男色ディーノの入場時に襲われた（双方同意）。
- ディーノは先述したデスペラードの意図を汲んだうえでリングイン後にデスペラードをタッグパートナーとして指名。自らOバックに着替えて「エル"エクソティコ"デスペラード」となったデスペラードと「フェロモンズごっこ」を組んだ。

| 第0試合 ■タッグマッチ（20分1本勝負）                   |                                                              |                                   |
| 〇棚橋弘至 矢野通 井上京子                             | 9分57秒 ハイフライフロー →片エビ固め                         | 宮本裕向 木髙イサミ● DASH・チサコ |
| レフェリー：マーティー浅見                             |                                                              |                                   |
| 第1試合 ■タッグマッチ（20分1本勝負）                   |                                                              |                                   |
| ドラゴン・キッド ○スターライト・キッド                 | 17分25秒 黒虎脚殺                                            | エル・デスペラード 下田美馬●      |
| レフェリー：坂本祐哉                                   |                                                              |                                   |
| 第2試合 ■ルチャルール4WAYマッチ（20分1本勝負）         |                                                              |                                   |
| 〇DOUKI                                                | 11分36秒 空き缶ボードへのスーパーパワーボム →3人同時フォール | 佐々木大輔〇                      |
| 〇Eita                                                 | 11分36秒 空き缶ボードへのスーパーパワーボム →3人同時フォール | ビオレント・ジャック●             |
| レフェリー：中林泰人                                   |                                                              |                                   |
| 第3試合 ■タッグマッチ（20分1本勝負）                   |                                                              |                                   |
| ○高橋ヒロム 葛西純                                     | 19分53秒 パールハーバースプラッシュ →片エビ固め              | 鈴木みのる 植木嵩行●              |
| レフェリー：バーブ佐々木                               |                                                              |                                   |
| 第4試合 ■ハードコア4WAYマッチ（20分1本勝負）           |                                                              |                                   |
| △クリス・ブルックス                                    | 時間切れ引き分け                                             | MAO△                              |
| △エル・ファンタズモ                                    | 時間切れ引き分け                                             | 竹田誠志△                         |
| レフェリー：バーブ佐々木                               |                                                              |                                   |
| 第5試合 ■シングルマッチ（20分1本勝負）                 |                                                              |                                   |
| ○ザック・セイバーJr.                                   | 10分55秒 オリエンテーリング・ウィズ・ナパーム・デス          | 佐藤光留●                         |
| レフェリー：マーティー浅見                             |                                                              |                                   |
| 第6試合 ■マスクマン8人タッグマッチ（20分1本勝負）      |                                                              |                                   |
| ●男色"ダンディ"ディーノ エル"エクソティコ"デスペラード | 18分18秒 外道クラッチ                                        | 外道〇 ディック東郷               |
| レフェリー：マーティー浅見                             |                                                              |                                   |